# 미도파백화점
미도파백화점(美都波百貨店) 또는 롯데 미도파(Lotte 美都波)는 대한민국 서울특별시 중구 남대문로에 있었던 백화점이다. 현재의 롯데백화점 영플라자 명동점의 자리에 있었다. 
1933년 일제강점기에 쵸우지야 백화점(丁子屋-)으로 일본인에 의해 세워져 미쓰코시(三越, 1931년), 화신(和信, 1932년) 백화점과 함께 경성의 3대 백화점으로 불렸다. 1945년 해방을 맞으면서 이 건물은 귀속재산으로 온갖 우여곡절을 겪어오다가 1954년부터 무역협회가 인수하여 일부는 사무실로, 일부는 임대백화점으로 영업해 왔다. 
1964년 미도파는 주식회사로 무역협회로부터 독립, 1969년 4월 15일, 대한농산그룹에서 인수해서 주식회사 미도파(당시 대표 조인상)로 1972년말 기준 직영 50%, 임대 50% 비율로 영업을 계속해 왔다.
2002년 롯데로 넘어가 2003년 롯데 미도파로 이름을 바꾸어 운영해오다가 2013년 롯데쇼핑과 합병함으로써 역사의 뒤안길로 사라졌다.

## 갤러리

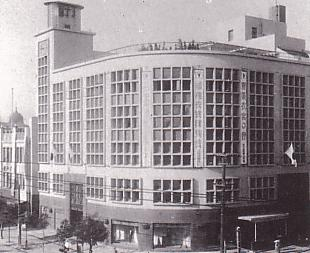
일제강점기 죠지야백화점 시절 건물 모습
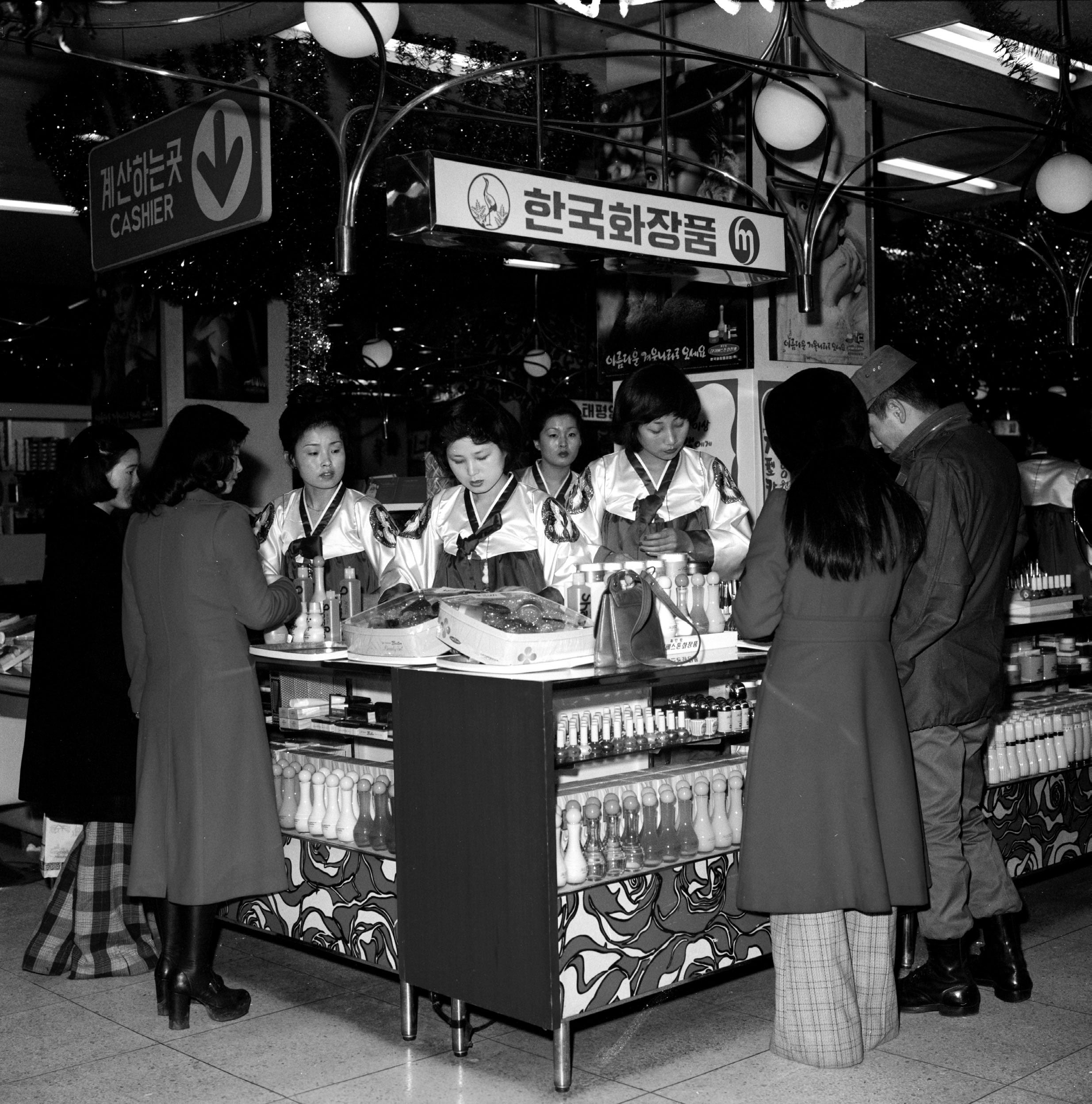
미도파백화점 매장 풍경(1975년 12월 24일)